# Ján Ďurica
Ján Ďurica est un footballeur international slovaque né le 10 décembre 1981.

## Carrière
| saison    | club                  | pays      | matchs | buts |
| --------- | --------------------- | --------- | ------ | ---- |
| 2001-2002 | Dunajská Streda       | Slovaquie | ?      | ?    |
| 2002-2003 | Dunajská Streda       | Slovaquie | ?      | ?    |
| 2003-2004 | Artmedia Bratislava   | Slovaquie | ?      | ?    |
| 2004-2005 | Artmedia Bratislava   | Slovaquie | 28     | 2    |
| 2005-2006 | Artmedia Bratislava   | Slovaquie | 28     | 0    |
| 2006      | Saturn                | Russie    | 33     | 1    |
| 2007      | Saturn                | Russie    | 29     | 0    |
| 2008      | Saturn                | Russie    | 21     | 2    |
| 2009      | Lokomotiv Moscou      | Russie    | 10     | 0    |
| 2009-2010 | Hanovre 96 (prêt)     | Allemagne | 9      | 0    |
| 2010-2011 | Lokomotiv Moscou      | Russie    | 10     | 0    |
| 2011-2012 | Lokomotiv Moscou      | Russie    | 34     | 3    |
| 2012-2013 | Lokomotiv Moscou      | Russie    | 21     | 1    |
| 2013-2014 | Lokomotiv Moscou      | Russie    | 30     | 1    |
|           | Total sur la carrière |           | 253    | 10   |

## Sélections
- 74 sélections et 4 buts avec la  Slovaquie depuis 2004.